# Klebsiella pneumoniae
Klebsiella pneumoniae este o specie de bacterie Gram-negativă, imobilă, încapsulată, lactozo-fermentativă, facultativ anaerobă, care se prezintă sub formă de bacil.
Deși este răspândită în flora normală bucală, a pielii și intestinală, Klebsiella pneumoniae poate să producă patologii oamenilor și animalelor, la nivelul plămânilor, inducând pneumonie cu eliminare de spută cu sânge sau mucus. Mai poate produce infecții de tract urinar sau meningite. Este cel mai important reprezentat al genului Klebsiella din familia Enterobacteriaceae, iar speciile K. oxytoca și K. rhinoscleromatis au fost de asemenea întâlnite în cazuri clinice.